# ميليسا بيترمان
ميليسا مارغريت بيترمان (بالإنجليزية: Melissa Peterman)‏ (ولدت في 1 يوليو 1971) ممثلة وكوميدية أمريكية، اشتهرت عن دورها باربرا جان في المسلسل التلفزيوني الكوميدي ريبا.

## روابط خارجية
- ميليسا بيترمان على موقع IMDb (الإنجليزية)
- ميليسا بيترمان على موقع قاعدة بيانات الأفلام العربية
- ميليسا بيترمان على موقع ألو سيني (الفرنسية)
- ميليسا بيترمان على موقع ميوزك برينز (الإنجليزية)
- ميليسا بيترمان على موقع أول موفي (الإنجليزية)
- ميليسا بيترمان على موقع قاعدة بيانات الأفلام السويدية (السويدية)
- ميليسا بيترمان على موقع إن إن دي بي (الإنجليزية)
- ميليسا بيترمان على موقع قاعدة بيانات الفيلم (الإنجليزية)
- ميليسا بيترمان على موقع كينوبويسك (الروسية)
- Melissa Peterman cast bio on The WB
- Melissa Peterman Official Website